# Ostrowy Górnicze
Ostrowy Górnicze – wschodnia, nieduża dzielnica Sosnowca. W latach 1967–1975 dzielnica Kazimierza Górniczego.
Obszar współczenych Ostrów Górniczych składa się z dwóch wsi o odrębnej historii, połączonych 1 kwietnia 1949 roku:
- Niemce – w zachodniej części dzielnicy, w widłach obecnych ulic Bocznej i Juliuszowskiej;
- Ostrowy – we wschodniej części dzielnicy, w widłach obecnych ulic Stefana Starzyńskiego i Zygmunta Waltera-Janke.

Generalnie przyjmuje się, że Niemce to dawna nazwa Ostrów Górniczych, choć nie jest to do końca poprawne. Niemce zmieniły nazwę na Ostrowy Górnicze dopiero w 1948 roku, w związku z przyłączeniem do nich Ostrów, od których to nowa nazwa została ewidentnie przejęta.
Współczesne Ostrowy Górnicze graniczą z innymi dzielnicami Sosnowca – od północnego zachodu z Kazimierzem, od południa z Maczkami, a od zachodu z Porąbką. Północna granica dzielnicy to granica z Dąbrową Górniczą, wyznaczona częściowo przepływającą tutaj rzeką Bobrek, natomiast od wschodu Ostrowy Górnicze graniczą ze Sławkowem.
Na wschodnich obrzeżach znajduje się wspólne w tym miejscu, prowadzące do Maczek (dawniej: Granica) torowisko historycznych szlaków Kolei Warszawsko-Wiedeńskiej i Kolei Iwangorodzko-Dąbrowskiej, nieposiadające tutaj stacji i rzadko już używane na tym odcinku.
W dzielnicy wyodrębnia się kolonie:
- Dorota
- Feliks
- Bory

## Historia
Niemce i Ostrowy to dawniej samodzielne miejscowości. W latach 1867–1941 należały do gminy Olkusko-Siewierskiej w powiecie będzińskim. W II RP przynależały do woj. kieleckiego. 31 października gminę Olkusko-Siewierską podzielono na osiem gromad. Niemce wraz z kolonią Feliks utworzyła gromadę o nazwie Niemce, natomiast Ostrowy weszły w skład gromady Strzemieszyce Wielkie.
Podczas II wojny światowej Niemce i Ostrowy włączone do III Rzeszy. W 1941 roku okupant utworzył nową gromadę Ostrowy z kolonii Ostrowy i Ciernice z dotychczasowej gromady Strzemieszyce Wielkie oraz z kolonii Czarnemorze z dotychczasowej gromady Porąbka. Gromada weszła w skład nowej gminy Strzemieszyce, obok gromady Niemce.
Po wojnie władze polskie utrzymały gromady Ostrowy i Niemce, jako dwie z dziewięciu gromad gminy Strzemieszyce. Ostrowy wraz z powiatem będzińskim włączono w 1945 do województwa śląskiego.
1 kwietnia 1949 zredukowano liczbę gromad gminy Strzemieszyce, której przywrócono przedwojenną nazwę Olkusko-Siewierska. Gromadę Ostrowy zniesiono, włączając ją do gromady Niemce, której nazwę zmieniono na Ostrowy Górnicze Gromada składała się odtąd ze wsi Ostrowy, wsi Ostrowy Górnicze i kolonii Feliks. Nazwa Ostrowy Górnicze obowiązuje zatem od czasu połączenia Niemców z Ostrowami w 1949 roku. Obie miejscowości – Ostrowy i Ostrowy Górnicze – funkcjonowały jako odrębne wsie do 1956 roku, choć w latach 1949–1955 wchodziły już w skład jednej gromady o nazwie Ostrowy Górnicze.
1 stycznia 1950 gromada Ostrowy Górnicze, wraz z gromadami Kazimierz, Maczki i Porąbka, weszła w skład nowej gminy Kazimierz
W związku z reformą znoszącą gminy, jesienią 1954 roku Ostrowy Górnicze zostały przekształcone w samodzielną gromadę Ostrowy Górnicze. Status gromady zamieniono po 15 miesiącach, tj. 1 stycznia 1956, na status osiedla.
1 stycznia 1967 r. z osiedli Ostrowy Górnicze i Kazimierz utworzono miasto miasto Kazimierz Górniczy, które 27 maja 1975 stało się częścią Sosnowca. W 2014 r. Ostrowy Górnicze otrzymały status jednostki pomocniczej gminy - Dzielnicy Ostrowy Górnicze.

## Kalendarium

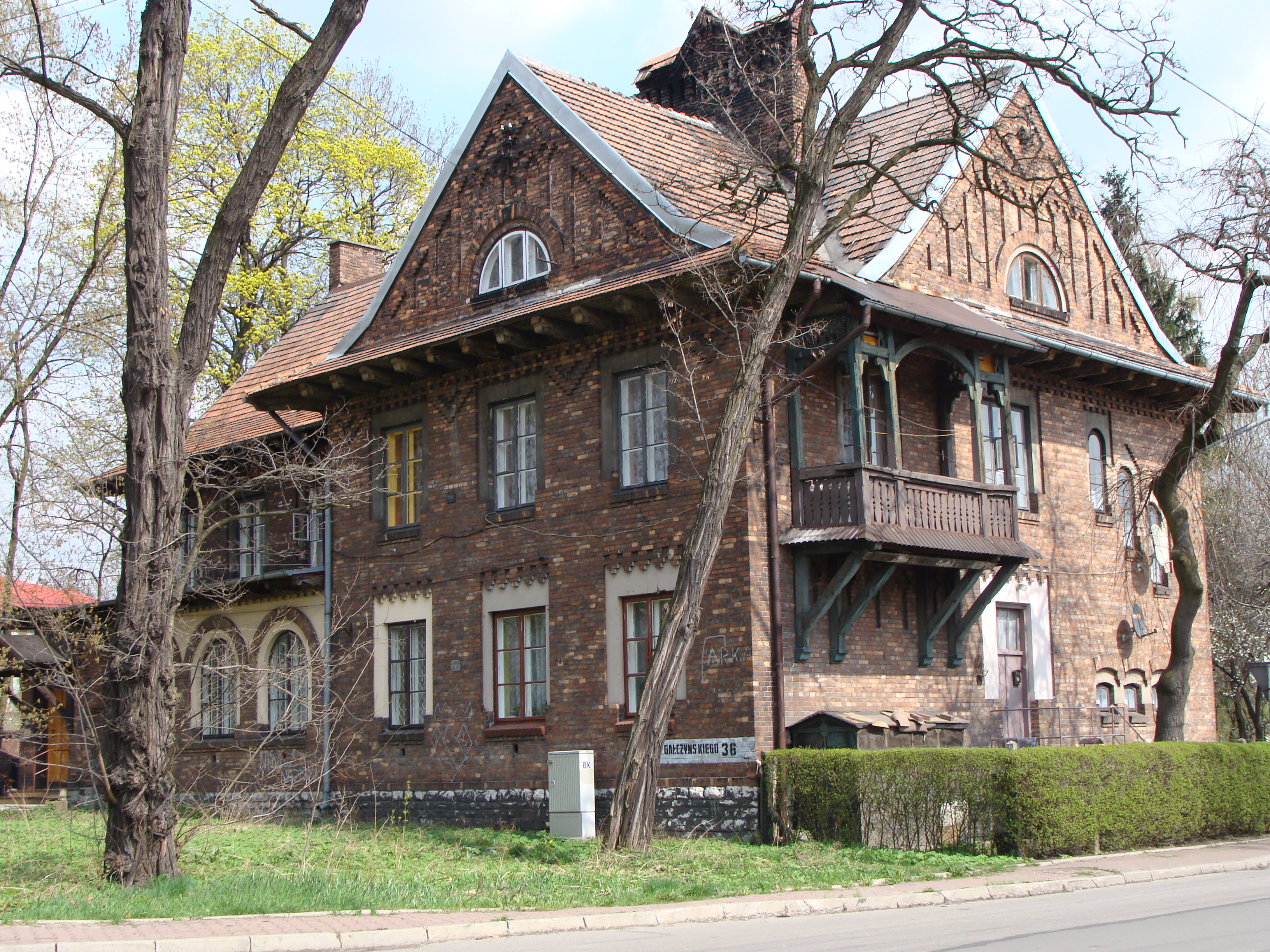
Dom w stylu zakopiańskim w Ostrowach Górniczych

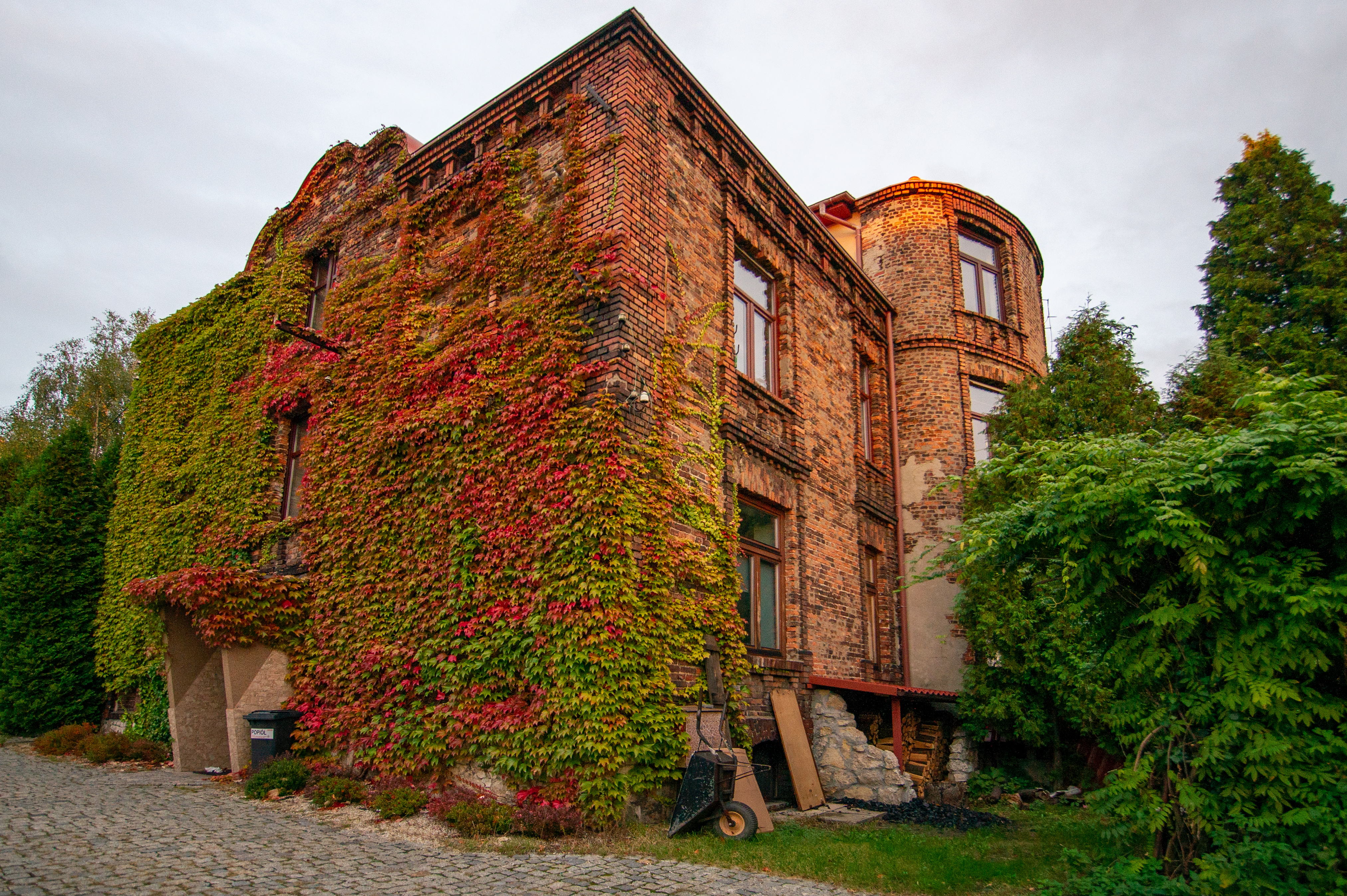
Budynek w Ostrowach Górniczych

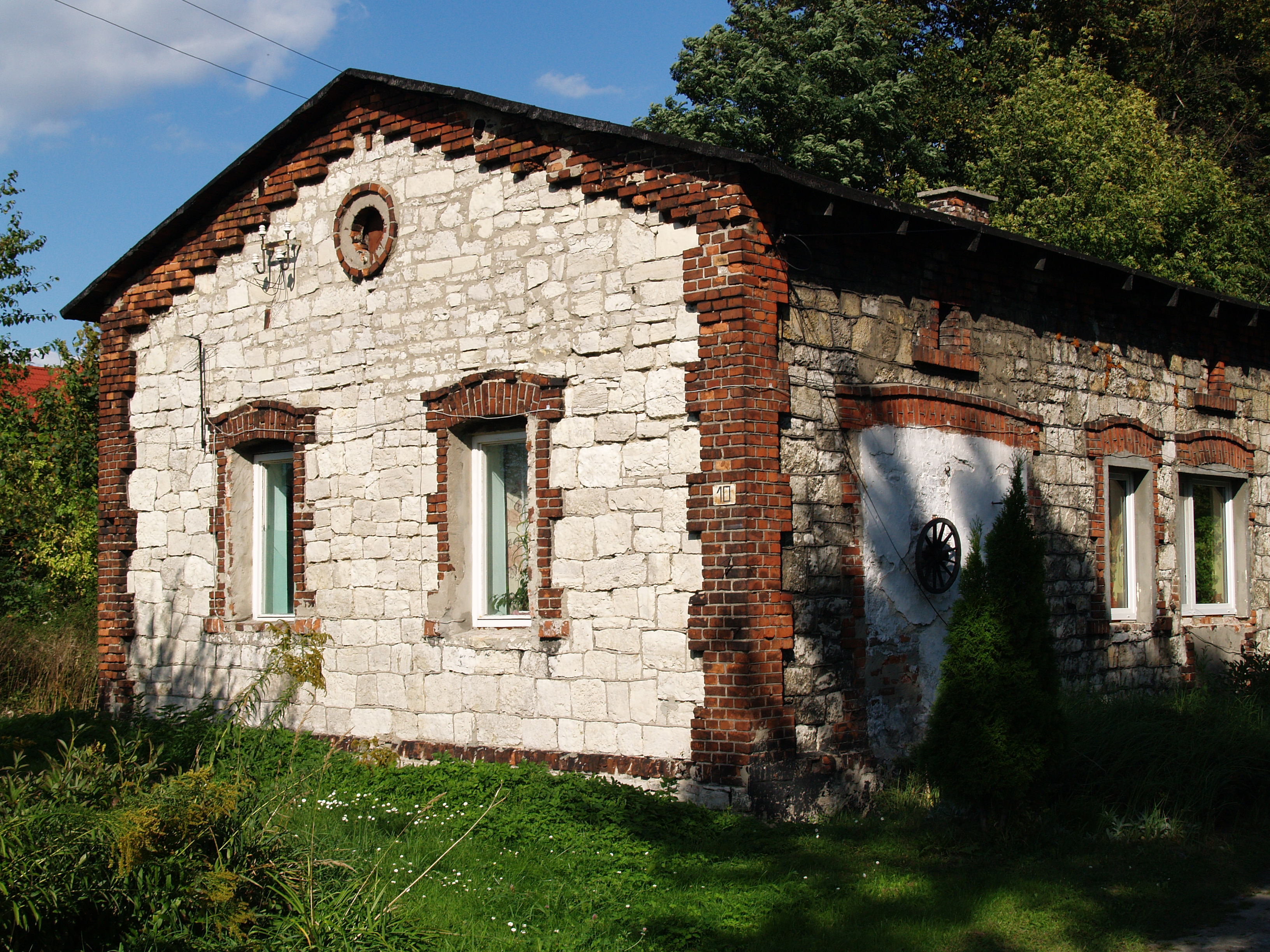
Budynek w Ostrowach Górniczych

| Data           | Wydarzenie |
| -------------- | --- |
| 1590           | Pierwsza wzmianka o Niemcach, wchodzących w skład Porąbki, będącej własnością biskupów krakowskich (klucz sławkowski). Dokument z 1590 r. zawierający zapis o wsi Niemce znajduje się obecnie w archiwum miasta Mysłowice.                                                                   |
| 1814           | Odkrycie pokładów węgla kamiennego w trakcie kopania studni dla browaru. Hrabia Feliks Franciszek Łubieński zakłada kopalnię odkrywkową węgla, nadając jej nazwę „Feliks”. |
| 1822           | Powstaje huta cynku „Joanna”, założona przez Konstantego Walickiego i Piotra Steinkellera. |
| 1823           | Otwarcie kopalni głębinowej „Feliks”. |
| 1841           | Zamknięcie kopalni „Feliks” z powodu pożaru, w czasie którego zginęło 3 górników. |
| 1848           | Zamknięcie huty „Joanna”. |
| 1857           | Wznowienie wydobycia w kopalni „Feliks”. |
| 1874           | Pola górnicze w Niemcach przejęte zostały przez Warszawskie Towarzystwo Kopalń Węgla i Zakładów Hutniczych. |
| 1 maja 1897    | W lesie pod Niemcami do delegatów zagłębiowskich kopalń i fabryk przemawia Stanisław Wojciechowski. |
| 1905           | Organizacja PPS w Niemcach liczy blisko 700 członków i sympatyków. Powstaje Organizacja Bojowa PPS. |
| 1906           | Założono Stowarzyszenie Spółdzielcze Spożywców „Robotnik”. |
| 1907           | Bojowcy PPS z osady Niemce organizują akcję w Sławkowie. |
| 1908           | Instruktor Organizacji Bojowej PPS w Niemcach Edmund Tarantowicz ps. „Albin” wydaje władzom carskim prawie wszystkich bojowców. Aresztowano 200 osób, z których część wysłano na katorgę, a część zamknięto w więzieniach.                                                                   |
| 1913           | Udając się na zwołaną przez przebywającego w Galicji Lenina do Wiednia wspólną konferencję deputowanych do IV Dumy bolszewików i członków Komitetu Centralnego SDPRR, w lesie koło Ostrów Górniczych granicę austriacko-rosyjską nielegalnie przekracza Iosif W. Dżugaszwili (Józef Stalin). |
| 1 czerwca 1939 | Uruchomienie pierwszego połączenia autobusowego na trasie Śródmieście Sosnowca – Maczki. |
| 1948           | Zmiana nazwy wsi z Niemce na Ostrowy Górnicze. |
| 1956           | Uzyskanie statusu osiedla. |
| 1964           | Wybudowano nowy budynek szkoły, przy ul. Stefana Starzyńskiego 41 w ramach programu „1000 szkół na Tysiąclecie Państwa Polskiego”. Pierwsze zajęcia dydaktyczne odbyły się w styczniu. |
| 1964           | Liczba ludności wynosiła 4 500. |
| 1967           | 1 stycznia 1967 z osiedli Kazimierz i Ostrowy Górnicze utworzono miasto Kazimierz Górniczy |
| 1 czerwca 1975 | Przyłączenie do Sosnowca. |

## Zabytki
- Na ulicy Klubowej znajduje się Gospoda w stylu zakopiańskim z 1902–1903, w której obecnie mieści się hotel, restauracja i szkółka drzew.
- Zespół budynków i drzew z okresu od 1875 do 1922 roku

## Oświata

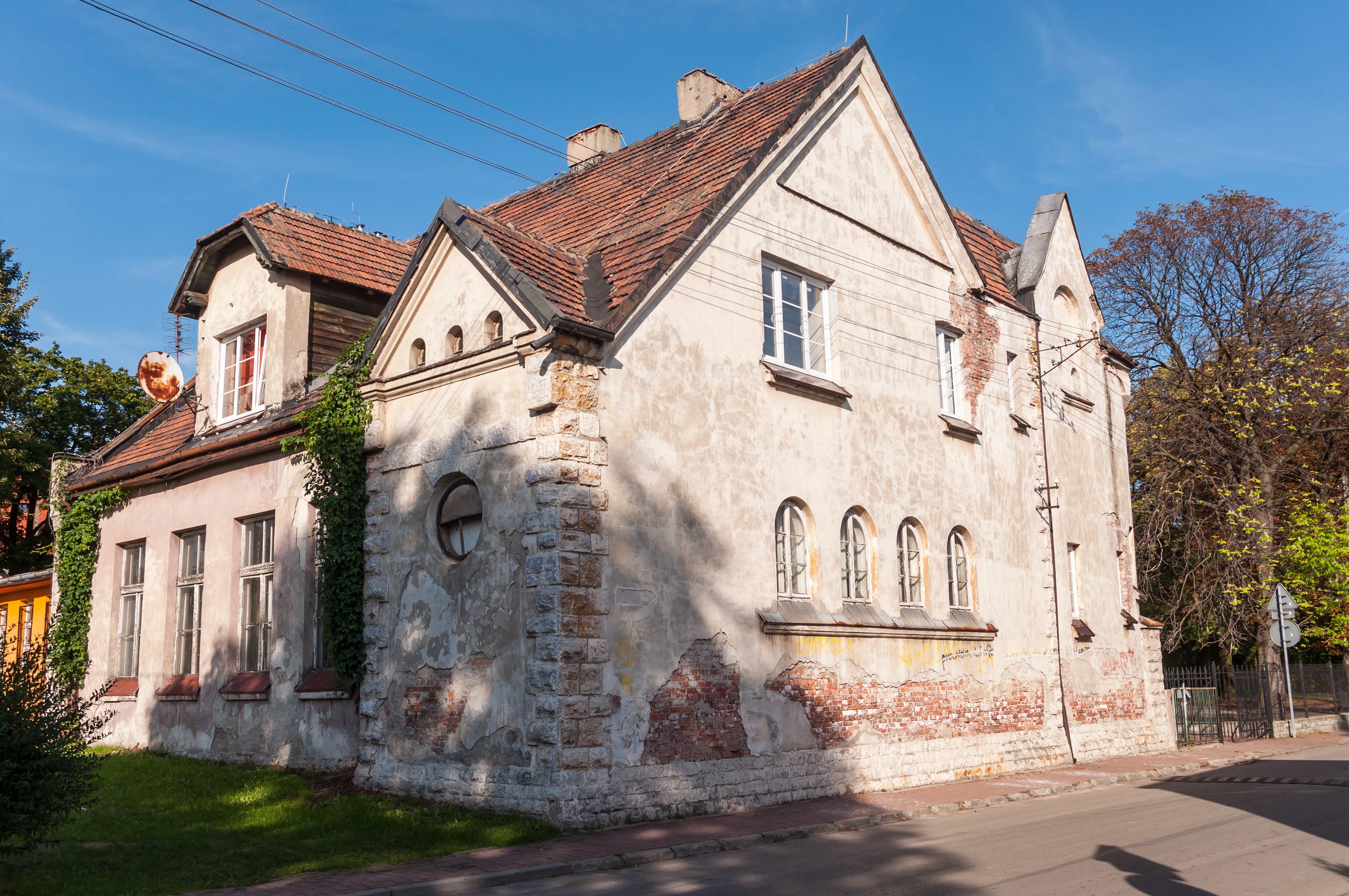
Dom dla nauczycieli w Ostrowach Górniczych

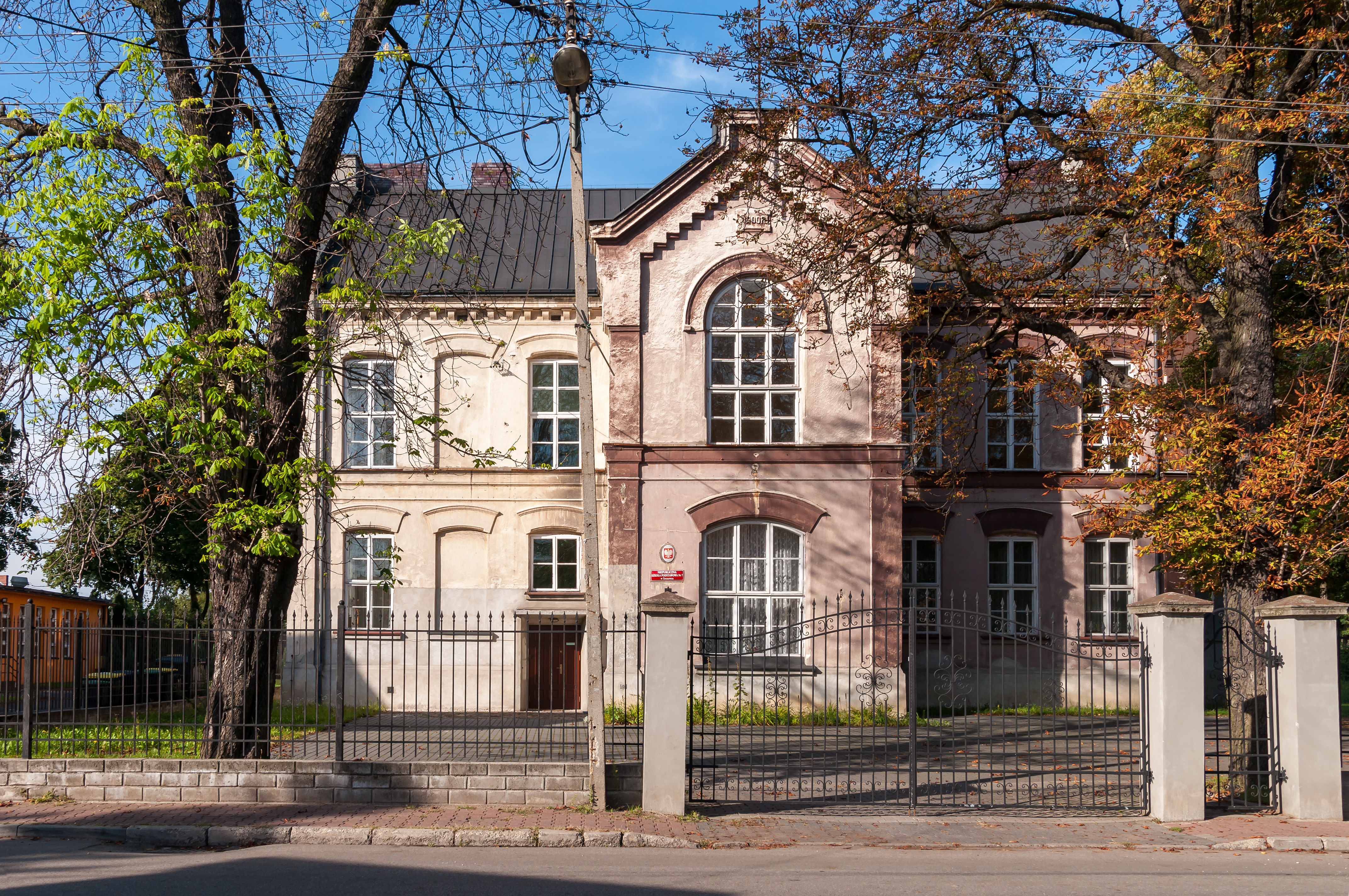
Niepubliczna Szkoła Podstawowa nr 7 w Sosnowcu

Szkoła Podstawowa nr 33 im. Adama Mickiewicza z Oddziałami Specjalnymi przy ulicy Stefana Starzyńskiego 41 jest kontynuatorem tradycji szkolnictwa w Ostrowach Górniczych, które sięgają początków XX wieku. W 1900 roku w górniczej osadzie Niemce (dawna nazwa Ostrów Górniczych) wybudowano szkołę dla dzieci pracowników z kopalń „Feliks”, „Dorota”, „Lilit” i „Kazimierz”. Szkoła przyjęła nazwę Gminna Oddziałowa Szkoła Ludowa Warszawskiego Towarzystwa Kopalń Węgla i Zakładów Hutniczych w Niemcach. Obecny budynek, w którym mieści się szkoła wybudowano w 1964 roku w ramach programu „1000 szkół na Tysiąclecie Państwa Polskiego”. Otwarcie nowej szkoły było poprzedzone wielką uroczystością, na którą przybyli przedstawiciele ówczesnych władz wojewódzkich na czele z Edwardem Gierkiem, władz powiatowych, członkowie dyrekcji Kopalni „Kazimierz – Juliusz” i mieszkańcy.

## Religia
Dzielnica jest siedzibą rzymskokatolickiej parafii pw. Matki Bożej Nieustającej Pomocy.